# Arne Tyrén
Alf Arne Ingemar Tyrén, född 27 februari 1928 i Stockholm, död 2 april 2012, var en svensk operasångare (bas). Han utnämndes till hovsångare 1978.

## Sångkarriär
Tyrén gestaltade många roller vid Kungliga Operan samt olika film- och TV-roller 1958-1990. Debuten ägde rum som talskådespelare i Honeggers Jeanne d'Arc på bålet 1955. Till hans kanske främsta roll räknas Baron Ochs i Richard Strauss Der Rosenkavalier som han gjorde för första gången redan vid 31 års ålder, och till det rika rollgalleriet, där han räknades som karaktärsskådespelare av rang, hörde även Wotan i Wagners Die Walküre och Vandraren i samme tonsättares Siegfried samt Gurnemanz i Parsifal. Därtill medverkade han bland annat i barockoperor (Händels Saul) samt i verk av Mozart och Verdi. Han deltog i uruppförandet av Ligetis Den stora makabern med rollen som hovastrologen. Tyrén gästspelade utomlands framförallt i paradrollen baron Ochs men även i andra roller i samband med Kungliga Operans utlandsgästspel, där han ingick i ensemblen. Vid ett tillfälle fick Tyrén ersätta en insjuknad sångare som Wotan i Die Walküre vid operan i München med mycket kort förberedelsetid. (en halv dag).

## Lärare och regissör
Tyrén var både lärare och regissör. Från 1977 och framåt var han ett antal år rektor för dåvarande Statens musikdramatiska skola. Han fortsatte dock att gästspela på Operan ett stycke in på 1990-talet.
Tyréns röst var något torr och kort i klangen, men detta kompenserades av hans skådespelartalang.

## Diskografi (urval)
- Great Swedish Singers. Arne Tyrén, bass. Bluebell ABCD 113.

- King Priam i Berlioz Trojanerna. Caprice CAP 22054. Svensk mediedatabas.
- Rigoletto. BIS CD 296 (2 CD). www.amazon.co.uk  (Läst 22 april 2012).
- Wagner in Stockholm : recordings 1899-1970. Bluebell : ABCD 091. Svensk mediedatabas.
- Peterson-Berger, Wilhelm, Arnljot. Caprice CAP 1341-43. Svensk mediedatabas.
- Röster från Stockholmsoperan under 100 år. HMV : 7C 153-35357. Svensk mediedatabas.
- Strauss, Richard, Baron Ochs i Richard Strauss Der Rosenkavalier. Med Elisabeth Söderström, Sylvia Lindenstrand, Britt Marie Aruhn. Kungliga Hovkapellet. Dir. Leif Segerstam. 1976. Premiere Opera. (premiereopera.net). Läst 13 januari 2013.